# لحبابيس (لكرازة)
لحبابيس هو دُوَّار يقع بجماعة سيدي حمادي، إقليم الفقيه بن صالح، جهة بني ملال خنيفرة في المملكة المغربية. ينتمي الدوّار لمشيخة لكرازة التي تضم 7 دواوير. يقدر عدد سكانه بـ 2220 نسمة حسب الإحصاء الرسمي للسكان والسكنى لسنة 2004.

## روابط خارجية
- البوابة الوطنية للجماعات الترابية نسخة محفوظة 12 مارس 2018 على موقع واي باك مشين.
- المندوبية السامية للتخطيط